# Шостка (приток Десны)
Шо́стка (укр. Шо́стка) — река в Сумской области Украины, левый приток Десны (бассейн Днепра). Длина — 56 км. Площадь водосборного бассейна — 412 км².

## Течение
Протекает по территории Шосткинского района Сумской области Украины. Берёт начало севернее села Горелого. Долина корытоподобная, шириной 2—3 км. Пойма болотистая, состоит из торфяных и песчаных грунтов. Русло слабоизвилистое. Преобладают глубины до 0,5 м (Максимальная зафиксирована 1,7 м). Скорость течения — 0,2 м/с. Уклон — 1,2 м/км. Питание снеговое и дождевое. Сток частично урегулирован шестью шлюзами-регуляторами. Русло урегулировано, протяжённостью 40 км. На реке расположен город Шостка.

## Ихтиофауна
В реке выявлено 12 видов рыб. В реке наблюдается уменьшение количества видов от истока к устью. Если на участке с. Маковое — с. Богдановка зарегистрировано 14 видов рыб (щука, краснопёрка, голавль, язь, карась, овсянка, пескарь, верховодка, горчак, голец, щиповка обыкновенная, елец, краснопёрка и жерех). Остальные виды, по-видимому, случайно попадают сюда из Десны. Местные рыбы здесь постоянно не держатся из-за сильного загрязнения воды. В реке наблюдается уменьшение количества видов от истока к устью.

## Исторические сведения
Известно, что украинские гетманы дозволяли предпринимательскую деятельность по берегам реки. В 1676 году универсалом Ивана Самойловича «Стецькови Бугаєнкови, жителеви села Локотки, позволил на реке Шустце, за тем селом гоней три в месте непенном… греблю в висипати… млин збудувати». «Стефан Бугай, товарищ сотни Воронежской» согласно другому гетманскому универсалу (1687 года) насыпал плотину и построил мельницу на реке Шостке. Йосип Ла́заревич Лазаре́вич, протопоп (1688—1704) посёлка Воронеж получил в 1688 году гетманский универсал, по которому позволялось «на купленом его власном займище на речце Шустце, нижей села Локоток, греблю займати й млин фундовати, своєю власною працею и коштом». А сотник воронежский (1689—1709) Роман Ла́заревич Лазаре́вич (Лазаренко), вероятно, брат предыдущего, купил в 1701 году у одного из жителей Воронежа, кроме леса, рощи, заливного луга и сенокоса, ещё «паль, забитую на млин на р. Шостке, за пять кухов горелки».
В соответствии с повелением российского правительства от 1738 года об устройстве порохового завода в одном из слободских полков малороссийскою военною канцелярией было решено построить таковой на земле древней Северщины. Этим воспользовался майор Постельный, который поставил с этой целью мельницу «о двух поставах и об одной толчее на реке Шостке».